# 岡本禅哲
岡本 禅哲（おかもと ぜんてつ、生年不詳 - 天正11年11月11日（1583年）12月24日）は、戦国時代から安土桃山時代にかけての武将。常陸国の戦国大名佐竹氏の家臣。岡本曾端（曾瑞）の子。妻に小山秀綱の娘。子に岡本顕逸（良逸）と娘。別に梅江斎・竹閑斎・慕叟庵と号す。代々、又太郎と称す。
禅哲の岡本氏は元々岩城氏の家臣であったが、禅哲の祖父である岡本妙誉の代から佐竹氏に仕えるようになった。
僧籍にありながら佐竹義篤・佐竹義昭・佐竹義重の三代に仕えた。娘を佐竹氏一族に嫁がせた事もあって、一門衆に準じて扱われた。父の曾端と同様に佐竹氏の外交面で活躍し、あるときは主君に代わって公的文書を発給したとまでいわれている。
和歌の達人としても知られるほど教養にも長けており、室町幕府十五代将軍足利義昭や細川幽斎とも交流があった。

## 系図
- 藤原秀郷の子孫[6]
- 秀郷～小山政光－朝政－小山四郎左衛門朝長[6]（尊卑分脈本では長朝）－出羽守長村[6]－時長[6]－宗長[6]－貞朝[6]－親元[6]（岡本又次郎[6]または岡本又太郎、靫負尉[6]（ゆげいのじょう・ゆきえのじょう）- 門部（衛門の別称）、岡本氏祖）（秀朝の弟）－孫太郎祐親[6]－又次郎隆親[6]－掃部助重弘（三郎四郎隆弘）[6]－淡路守隆貞（助太郎・介太郎）[6]－大炊介隆光[6]－道活法師（竹清庵と号す）[6]－妙覚法師[6]（妙誉、竹隠軒・芳叟庵と号す）－曾端法師[6]（曾瑞、松庵・掬月斎（掬月軒）・月叟庵と号す）－又太郎禅哲[6]（梅江斎（梅香斎）[注 2][7]・慕叟庵（幕叟庵は誤り[8][注 3][9][注 4]）・竹閑斎と号す）－良哲[6]（顕逸、良逸とも、号は好雪斎・禅有庵・菊庵・好雲斎か）－宣綱[6]（如哲・通称蔵人、のちに如庵と号す、佐竹義宣に従い、秋田藩へ赴く）－蔵人元弘[6]－親元－元朝－元貞
- 宣綱の時に国替があり、出羽へ来たとされる。